# Benu

Benu, gråhäger

Benu är, enligt forntida egyptisk religion och mytologi, en gudom förknippad med solen, skapelsen och återfödelsen. Det kan ha varit inspirationen till det mytiska djuretfenix fågel i den egyptiska mytologin. 

## Mytologiska roller
Enligt egyptisk mytologi var Benu en varelse som skapade sig själv och spelade en roll i skapandet av världen. Det sas ha bett till guden Ra och möjliggjort skapande handlingar av guden Atum. De flög över Nuns vatten som fanns före skapelsen, landade på ett berg och skickade ut ett rop som bestämde skapelsens väsen. Det var också en symbol för pånyttfödelse och förknippades därmed med Osiris. 

## Framställning
Några av titlarna på Benu-fågeln var "Han som gjorde sig själv" och "Högtidernas Herre". Det senare epitetet hänvisade till tron att Benu regelbundet förnyade sig som solen. Pyramidtexterna hänvisade till fågeln Gulerle som en symbol för Atum, och det kan ha varit den ursprungliga formen av fågeln Benu. Konstverk under det nya kungariket avbildade Benu som en gråhäger med en lång näbb och två utskjutande fjädrar på huvudet, ibland sittande på en benbenssten (en kulle som reste sig från urvattnet och är en symbol för Ra) eller i ett pilträd (som symboliserade Osiris). På grund av dess association med Osiris bar den ibland den vita atef-kronan, som var en kombination av hedjet-kronan med röda strutsfjädrar på varje sida. En stor art av gråhäger, sedan utdöd, levde på den arabiska halvön fram till relativt modern tid; det verkar ha varit den sista inspirationen för Benu. Som en återspegling av detta fick denna art sitt namn efter det mytologiska djuret "Ardea bennuides" ( benu gråhäger ).

## Dyrkelse
I likhet med Atum och Ra dyrkades Benu förmodligen i deras kultcentrum i staden Heliopolis. Det fungerade också på skarabéamuletter som placerades i gravar som en symbol för återfödelse.

## Fågel Fenix
Den grekiske historikern Herodotus, som skrev om det antika Egypten på 300-talet f.Kr., sa att folket i Heliopolis beskrev Fenix fågeln för honom. De sa att den levde i 500 år innan den dog, återuppstod, byggde ett begravningsägg av myrra för faderns lik (som kan ha varit själva fågeln), och transporterade det till soltemplet i Heliopolis. Hans beskrivning av fenixen påminner om en örn med röd och gyllene fjäderdräkt, symbolisk för solens färgglöd. Det bredare temat eld, bål och askan från den döende fågeln utvecklades långt efter Herodotos.
Dess återfödelse och associering med solen påminner om det egyptiska mytiska odjuret, men de egyptiska källorna nämner inte fågelns död. Eftersom Benu representerade skapelsen och förnyelsen, var den associerad med den egyptiska kalendern. Templen i Benu var välkända för sina sätt att hålla reda på tiden. Även namnet "phoenix" kan härledas från Benu, men det är oklart; det är möjligt att det kommer från foinos, "blodrött", eller härlett från det grekiska ordet för Fenicien, Φοινίκη, Foiníkē, som betyder "lila".